# تقلب انتخاباتی
تقلب انتخاباتی دخالت غیرقانونی در فرایند یک انتخابات است. فعالیت‌های متقلبانه‌ای است که نتیجه نهایی شمار آراء را تحت تأثیر قرار می‌دهند تا یک نتیجه انتخاباتی دلخواه حاصل شود. این کار ممکن است با افزایش میزان آرای نامزد دلخواه یا با کاهش آرای نامزد رقیب یا به هر دو شکل، صورت پذیرد. تعریف قانونی تقلب انتخاباتی در هر کشور با کشور دیگر متفاوت است و ممکن است عملی که در یک کشور تقلب محسوب می‌شود در کشور دیگر اینچنین نباشد. بسیاری از انواع تقلب انتخاباتی در قانون انتخابات در نظر گرفته شده‌اند و برخی دیگر در تعارض با قوانین کلی هستند؛ مانند سوء قصد، مزاحمت یا تهمت.
دانشنامه بریتانیکا تخلف در یک سیستم رأی گیری را متشکل از موارد روبرو در نظر می‌گیرد: تطمیع و رشوه دادن برای خرید رأی، ترساندن و تهدید رأی دهندگان، منتشر کردن شایعه‌های ناروا و تبلیغات انتخاباتی غلط، دستکاری نظام رأی گیری با گنجاندن صندوق‌های اخذ رأی جعلی، عدم صداقت در شمارش یا گزارش رأی‌ها، یا بی اعتنایی برگزار کنندگان انتخابات نسبت به نتایج انتخابات (به عنوان مثال با استفاده از نیروی نظامی). به‌گفتهٔ این دانشنامه، مطالعات مقایسه‌ای نشان می‌دهد که عدم وقوع چنین تخلفاتی بیشتر به تبعیت عمومی یک مردم از ادب و نزاکت سیاسی و عادات مردمسالارانه آن‌ها متأثر می‌شود تا وجود قوانینی که انجام آن‌ها را نهی کند.
اگرچه تعریف فنی اصطلاح تقلب انتخاباتی فقط شامل فعالیت‌های غیرقانونی می‌شود، اما این اصطلاح گهگاه در اشاره به فعالیت‌های قانونی اما غیرقابل قبول از نظر اخلاقی، مخالف روح قوانین انتخاباتی، یا در تضاد با اصول دمکراسی نیز به کار می‌رود. انتخابات نمایشی که در آن تنها یک کاندیدا و یا نفرات دستچین شده حضور دارند نیز گاه تقلب انتخاباتی محسوب می‌شود، هرچند که با قانون سازگار باشد.
در انتخابات‌های سراسری تقلب انتخاباتی موفقیت‌آمیز شبیه یک کودتا یا تباهی مردم‌سالاری است. در انتخابات شانه‌به‌شانه با حجم اندکی تقلب می‌توان نتیجه نهایی را تغییر داد. تقلب انتخاباتی حتی اگر نتیجه دلخواه متقلبان حاصل نگردد، باز هم در صورت جریمه نشدن متخلفان تأثیر مخربی بر جای می‌نهد چرا که از اعتماد رأی دهندگان به دمکراسی می‌کاهد. حتی احتمال وقوع تقلب تأثیر مخربی دارد چرا که مردم را به نتیجه انتخابات مشکوک می‌کند و این می‌تواند نابودی دمکراسی و پایه‌گذاری دیکتاتوری را رقم زند.
تقلب انتخاباتی به انتخابات‌های سیاسی محدود نمی‌شود، بلکه در هر انتخاباتی که منفعت قابل توجهی برای تقلب متصور باشد، ممکن است اتفاق افتد. مانند انتخابات برای برگزیدن رؤسای اتحادیه‌های کارگری، شوراهای دانش‌آموزی و دانشجویی، نظرخواهی‌های ورزشی و انتخابات برای اهدای جایزه به کتاب‌ها، فیلم‌ها، موسیقی یا برنامه‌های تلویزیونی.
تقلب انتخاباتی مصادیق فراوانی دارد، اما بررسی آن دشوار است و این به دلیل ماهیت غیر قانونی آن است. وجود کیفرهای سنگین برای تقلب انتخاباتی موجب می‌شود که افراد متقلب به شکلی مرتکب آن شوند که کشف نشود یا در صورت لورفتن مجازات نشوند.

## تکنیک‌ها
تقلب انتخاباتی در هر مرحله‌ای ممکن است رخ دهد، اما بیشتر در طول تبلیغات انتخاباتی و شمارش آراء اتفاق می‌افتد. جلوگیری از رأی دادن آزادانه (یا به‌طور کلی رأی دادن) افراد و تغییر نتایج دو شکل اصلی تقلب انتخاباتی است.
همچنین از دیگر روشهای تقلب در انتخابات جابجایی صندوق‌ها ی پلمب شده با صندوق‌های مشابه از پیش آماده شده با رای‌های متفاوت و به نفع یک نامزد خاص می‌باشد.عدم خواندن رای‌های یک کاندیدا یا مخدوش اعلام کردن یک رای یا ابطال یک صندوق که اکثریت آرای آن به نفع یک نامزد خاص می‌باشد از دیگر روش‌های تقلب در انتخابات می‌باشد.